# Iffat as-Sunajjan
Iffat Munira as-Sunajjan (ur. 1916, zm. 17 lutego 2000) – druga małżonka króla Arabii Saudyjskiej Fajsala. Pionierka edukacji kobiet w Arabii Saudyjskiej.

## Życiorys
Pochodziła z młodszej gałęzi rodu Saudów. Była córką Muhammada as-Sunajjana i jego żony Asii, z pochodzenia Czerkieski. Po śmierci Muhammada as-Sunajjana podczas I wojny światowej rodzina popadła w ubóstwo; Iffat wychowywała ciotka, Dżawhara bint Abd Allah as-Sunajjan. Pierwotnie planowany był jej ślub z królem Arabii Saudyjskiej Abd al-Azizem, ostatecznie jednak wydano ją za mąż za jednego z jego synów – Fajsala. Małżeństwo okazało się udane, chociaż początkowo żadne z małżonków nie znało języka ojczystego partnera – Iffat w domu posługiwała się językiem tureckim. Z czasem nauczyła się języka arabskiego, zaś książę Fajsal – tureckiego.
Iffat miała znaczny wpływ na męża, co było sytuacją wyjątkową w ówczesnej Arabii Saudyjskiej. Królowa brała udział w państwowych uroczystościach i podejmowała kobiety przyjmowane podczas oficjalnych wizyt państwowych. M.in. pod jej wpływem Fajsal zaangażował się w działania na rzecz rozbudowy państwowego systemu bezpłatnej oświaty, obowiązkowej dla chłopców. W 1943 małżonkowie otworzyli w At-Ta'ifie szkołę, w której prowadzone były również klasy dla dziewcząt z rodziny panującej. Naukę podjęły w niej m.in. ich córki. W 1954 księżna Iffat otworzyła kolejną szkołę dla dziewcząt – Dar al-Hanan, a następnie wyższą szkołę dla dziewcząt w Ar-Rijadzie. Utworzyła również stowarzyszenie, którego celem było kształcenie niepiśmiennych Saudyjek w zakresie higieny, opieki nad dziećmi i języków obcych.
W latach 1964–1975 jej mąż Fajsal był królem Arabii Saudyjskiej. Iffat as-Sunajjan nie wycofała się z działalności społecznej także po śmierci męża, zamordowanego w 1975. 
W 1999 otworzyła wyższą szkołę dla dziewcząt w Dżuddzie, przekształconą następnie w Uniwersytet Iffat. Językiem wykładowym szkoły jest język angielski, a studentki mogą kształcić się w dziedzinie psychologii, architektury, biznesu i inżynierii (informatyka, elektryka).

### Rodzina
W jej małżeństwie z Fajsalem urodziło się dziewięcioro dzieci:
- książę Muhammad ibn Fajsal
- książę Bandar ibn Fajsal
- książę Su’ud ibn Fajsal
- książę Abd ar-Rahman ibn Fajsal
- książę Turki ibn Fajsal
- księżniczka Sara bint Fajsal
- księżniczka Latifa bint Fajsal
- księżniczka Luluwa bint Fajsal
- księżniczka Hajfa bint Fajsal